# 株潭镇
株潭镇，是中华人民共和国江西省宜春市万载县下辖的一个乡镇级行政单位。

## 行政区划
株潭镇下辖以下地区：
株潭街社区、上访村、同胜村、车陂村、红星村、丰林村、石塘村、石岭村、长和村、枣木村、模山村、获富村、后槎村、杨源村、株山村和亭下村。